# Poziewnik pstry
Poziewnik pstry (Galeopsis speciosa Mill.) – gatunek rośliny jednorocznej z rodziny jasnotowatych. Występuje w Europie i Azji na obszarze od Francji po Syberię. W Polsce jest rozpowszechniony na terenie całego kraju.

## Morfologia

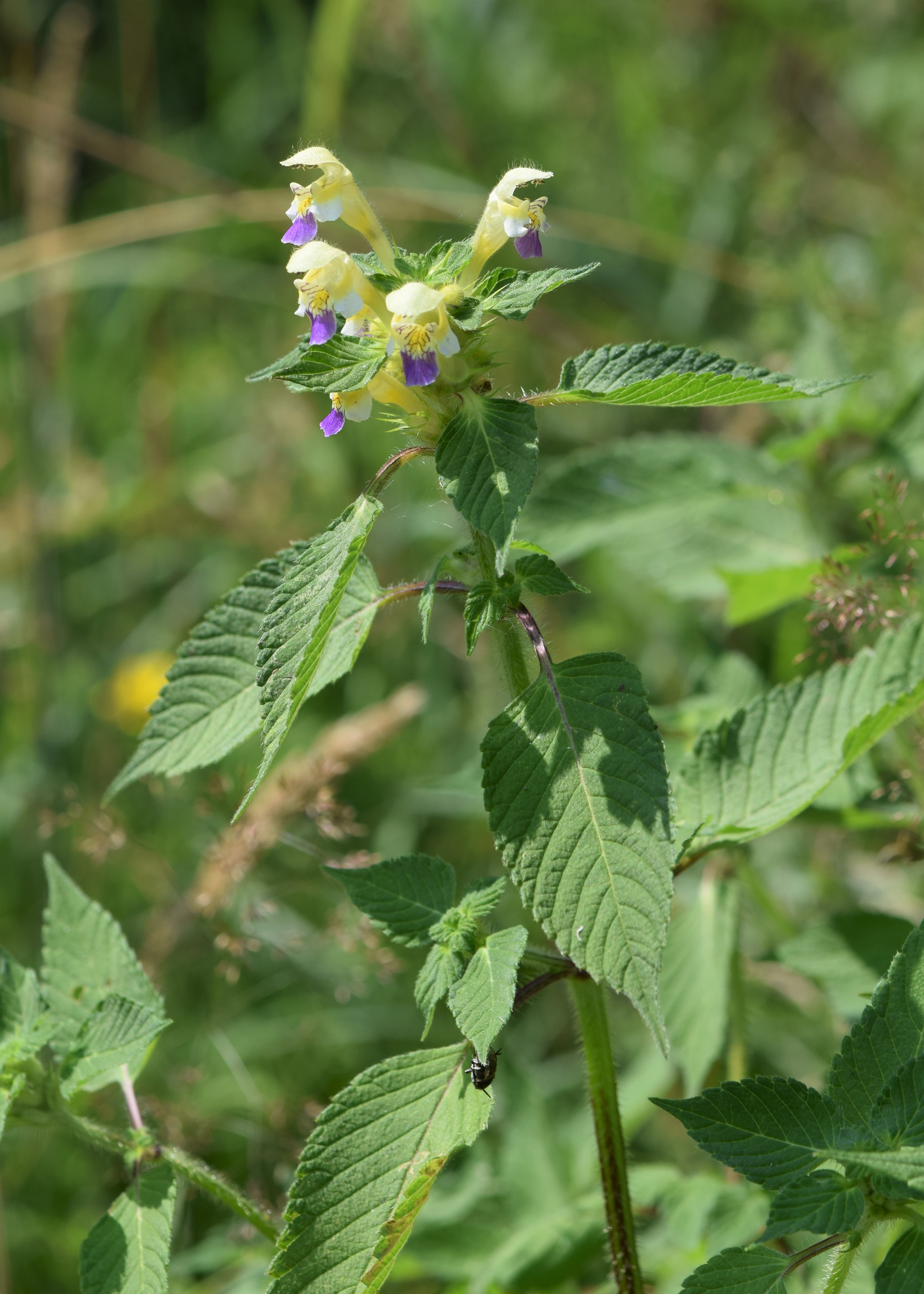
Pokrój

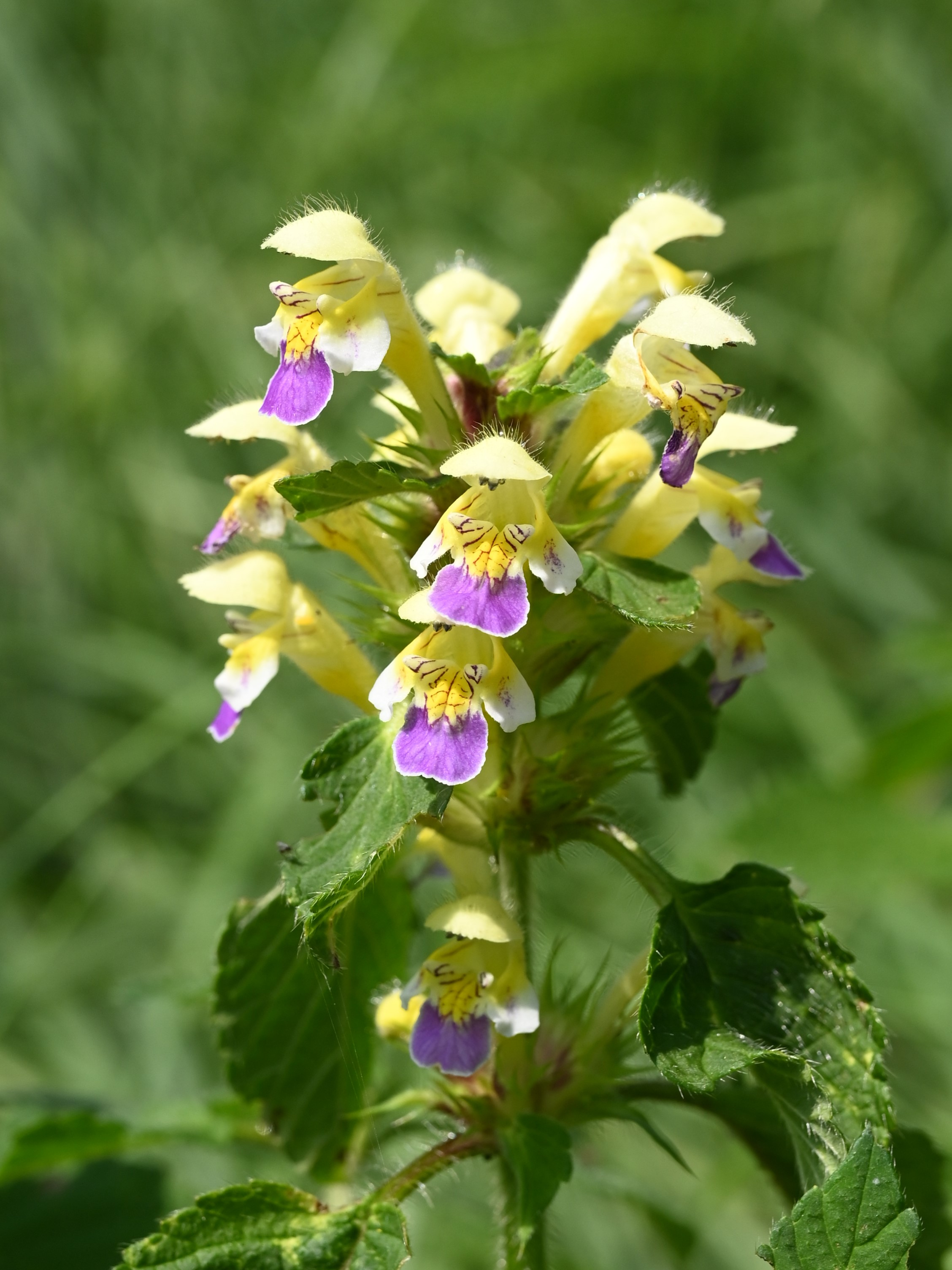
Kwiatostan

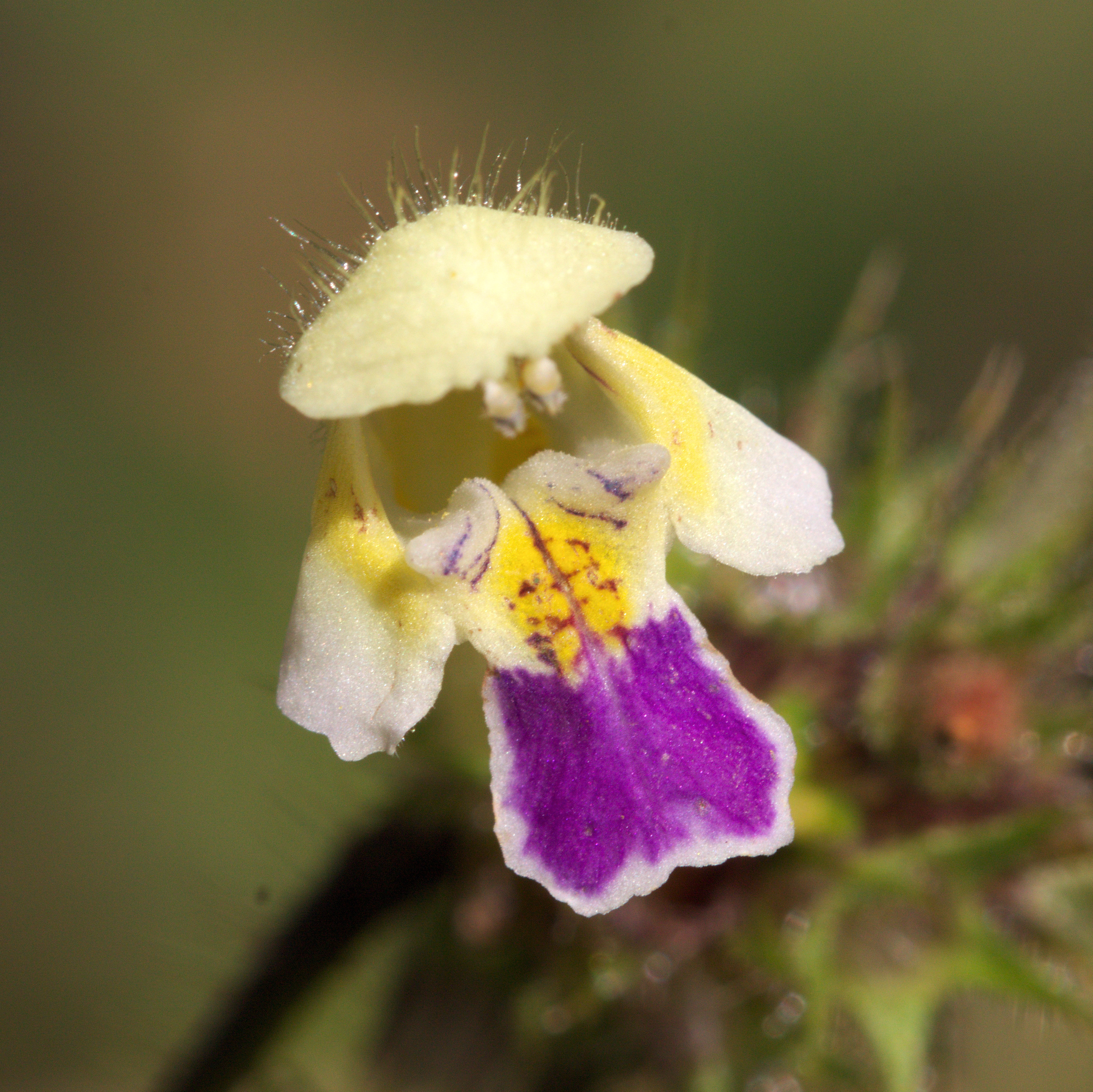
Kwiat

PokrójŁodyga od 30 cm do 1 m wysokości, gałęzista, w górze często ogruczolona, na przekroju czworokątna, pod węzłami zgrubiała. Cała okryta jest odstającymi szczecinkami.
LiścieJajowate, podłużnie jajowate lub jajowatolancetowate, zaostrzone, na brzegu karbowano-piłkowane, zwężone w ogonek, ustawione naprzeciwlegle.
KwiatyZebrane w nibyokółkach w kątach liści. Kielich o ząbkach lancetowatoszydlastych. Korona grzbiecista, bladożółta do 3 cm długości. Środkowa klapa dolnej wargi kwadratowa, purpurowo-fioletowa.
OwocRozłupka okrągławojajowata.

## Biologia i ekologia
- Siedlisko: Rośnie w wilgotnych lasach i zaroślach łęgowych, w ziołoroślach nadrzecznych, nad rowami.
- W Polsce kwitnie od czerwca do września[5].

## Zastosowanie
Roślina leczniczaSurowiec zielarski: Ziele (Herba Galeopsidis speciosae). Stosowany w lecznictwie ludowym jako środek wykrztuśny.